# StarShipSofa
StarShipSofa är en brittisk science fiction-podd. 
StarShipSofa grundades i juli 2006, och det första avsnittet producerades av Tony C. Smith och Ciaran O'Carrol. Det handlade om Alfred Bester. Efter att O'Carroll lämnat programmet kom det att innehålla mer skönlitteratur, som blandades med essäer och andra kommentarer. År 2010 publicerades boken The Captain's Logs, som innehöll transkriptioner ur de tidiga avsnitten. Samma år tilldelades Starship Sofa Hugopriset i kategorin för bästa fansin, som första poddradio att belönas.